# 曽根元吉
曽根 元吉（そね もときち、1912年10月12日 - 2000年9月28日）は、日本の翻訳家・編集者。専門はフランス文学。本名・谷口 正元。明治大学教授などを歴任。

## 略歴
京都帝国大学文学部仏文科卒業。1955年に、休刊していた文芸誌『同時代』の再刊に参加。同志社大学、大谷大学各講師を経て、関西日仏学館教授、明治大学教養部教授などを歴任。
東京創元社編集長もつとめ、『ジャン・コクトー全集』を編纂した。息子は谷口正和。

## 翻訳
- 『奇巌城』（ルブラン、中央公論社、世界推理名作全集） 1961年[2]
- 『ロートレックによるロートレック』（フィリップ・ユイスマン、M・G・ドルチュ、美術出版社） 1965年
- 『ジャン・ジュネ全集 第3巻』（エッセイ担当、新潮社） 1967年、復刊1992年
- 『わんぱくニコラ』（ゴシニ、ジャン＝ジャック・サンペ絵、一羽昌子共訳、文藝春秋） 1969年、のち文庫
- 『日々の泡』（ボリス・ヴィアン、新潮社） 1970年、のち文庫
- 『ウジェニー・グランデ』（バルザック、新潮社、新潮世界文学） 1971年
- 『南十字星』（ジュール・ヴェルヌ、中央公論社、世界の文学） 1972年、のち文庫
- 『パルジファルの復活祭：世紀末傑作短篇集』（川口顕弘ほか共訳、国書刊行会、フランス世紀末文学叢書） 1988年

## 編集
- 「ジャン・コクトー全集」 全8巻（ジャン・コクトー、堀口大学,佐藤朔監修、東京創元社） 1980年 - 1987年
- 『評論・随想集』（ジュール・ラフォルグほか、国書刊行会、フランス世紀末文学叢書14） 1990年